# Destino (telenovela)
Destino é uma telenovela brasileira produzida e exibida pelo SBT entre 5 de abril e 7 de junho de 1982, em 55 capítulos, às 19h, inaugurando a dramarurgia da emissora e sendo substituído por A Força do Amor. Baseada na mexicana Mundos opuestos, de Marissa Garrido, foi escrita por Crayton Sarzy e Raymundo López, sob direção de Renato Petrauskas e David Grinberg e direção geral de Waldemar de Moraes.
Conta com Ana Rosa,Flávio Galvão, Tânia Regina, Denis Derkian, Ricardo Blat, Guy Loup, Ruthinéia de Moraes e Amilton Monteiro nos papéis principais.

## Produção
Inaugurado em agosto de 1981, o SBT ingressaria a partir do ano seguinte na produção de obras dramatúrgicas. Waldemar de Moraes era o supervisor do departamento de novelas. A trama mexicana Destino, de Marissa Garrido, seria a primeira da emissora, contaria com tradução e adaptação de Raimundo Lopes, e direção de David Grimberg e Renato Petrauskas. Então consultor da emissora, Ricky Medeiros foi ao México para negociar a compra de textos dramatúrgicos, que, segundo ele, "se davam bem no mundo inteiro e poderiam funcionar por aqui [no Brasil]". Assim, o canal continuaria realizando adaptações durante parte da década de 1980.
As gravações da novela começaram em fevereiro de 1982, e a previsão era de que sua duração fosse curta, tendo 55 capítulos. A proposta da história era centralizar a ação em poucos personagens, excluindo tramas paralelas. Silvio Santos, proprietário do SBT, não permitia que alterações fossem feitas no script original. Foram adquiridas fitas VHS dos capítulos da produção mexicana para que marcações técnicas, como posicionamento de câmeras e detalhes de cenários, se igualassem. Os custos de Destino chegavam a Cr$ 10 milhões por mês.

## Enredo
Glória e Fernando vivem felizes com os filhos João e Rafael até que o primeiro menino é sequestrado misteriosamente. Após 10 anos, a família ruiu completamente: Glória ignora Rafael em sua busca incessante por João, enquanto Fernando fica balançado ao reencontrar Lorena, ex-namorada de juventude que voltou ao Brasil. Enquanto isso João foi criado sob o nome de Luis pela misteriosa Margarida, sem lembrar de seu passado. Ainda há Anita, enrolada num noivado de 15 anos por Alberto, o qual ela desconfia gostar de Glória.

## Elenco
| Ator/Atriz          | Personagem                 |
| ------------------- | -------------------------- |
| Ana Rosa            | Glória Lascorain           |
| Flávio Galvão       | Fernando Lascorain         |
| Tânia Regina        | Lorena Versiani            |
| Denis Derkian       | Rafael Lascorain           |
| Ricardo Blat        | João Lascorain / Luís Lima |
| Guy Loup            | Margarida Lima             |
| Ruthinéia de Moraes | Tia Mira Lascorain         |
| Amilton Monteiro    | Alberto Moreno             |
| Sílvia Leblon       | Anita                      |
| Percy Aires         | Dr. Silveira               |
| Annamaria Dias      | Lúcia                      |
| José Parisi         | Zé                         |
| Valter Santos       | Apolônio                   |
| Marta Volpiani      | Mônica                     |
| Eleu Salvador       | Pedro                      |
| Clenira Michel      | Dinorá                     |
| Marcelo Coutinho    | Guilherme                  |
| Josmar Martins      | Manuel                     |

### Participações especiais
| Ator/Atriz      | Personagem       |
| --------------- | ---------------- |
| Wendel Bezerra  | Rafael (criança) |
| Ulisses Bezerra | João (criança)   |

## Exibição
Destino foi exibida entre 5 de abril e 7 de junho de 1982. Os capítulos inéditos eram veiculados às 18h30 e reprisados às 20h15.
Foi reprisada pela emissora duas vezes: na primeira, entre 22 de agosto e 18 de novembro de 1983, em 65 capítulos, às 14h30, e na segunda, entre 4 de abril e 11 de maio de 1991, às 15h30, sucedendo A Justiça de Deus e antecedendo Acorrentada na faixa Novelas da Tarde.